# Maniac Cop
Maniac Cop ist ein US-amerikanischer Horrorfilm von William Lustig aus dem Jahr 1988.

## Handlung
Eine Kellnerin verlässt eine Bar, um sich im nächtlichen New York auf den Heimweg zu machen. Plötzlich lauern ihr zwei Kerle auf, die sie um den Inhalt ihrer Handtasche erleichtern wollen. Sie kann sich losreißen und in einen nahegelegenen Park fliehen, während die beiden Strolche ihr dicht auf den Fersen sind. Im letzten Moment erkennt die Frau die Silhouette eines Polizisten. Doch bevor sie sich in Sicherheit wähnen kann, packt sie der Gesetzeshüter an der Kehle und zerquetscht ihr Genick … der Maniac Cop ist unterwegs!
Schnell ist klar, dass der Mörder in den Reihen der Polizei zu suchen ist, da es Zeugen für die brutale Tat gibt und außerdem weitere Gerüchte um einen irren Cop die Runde machen. Der Hauptverdacht richtet sich dabei gegen den jungen Beamten Jack Forrest – immerhin hat man seine Frau mit durchgeschnittener Kehle vorgefunden, kurz nachdem sie ihn bei einem Seitensprung erwischt hatte. Forrest wird vorläufig aus dem Verkehr gezogen, während der wahre Killer unerkannt seinen blutigen Streifendienst fortsetzt. Einzig Lieutenant McCrae ist sicher, dass man einen Unschuldigen der Serienmorde bezichtigt und entdeckt endlich eine heiße Spur, die ihn zu seiner langjährigen Kollegin Sally Noland führt. Diese hatte vor einigen Jahren ein Verhältnis mit Matt Cordell, einem von korrupten Politikern inhaftierten Polizisten, der im Gefängnis von Mitinsassen ermordet worden sei. Ein Gespräch mit dem Leichenbeschauer Dr. Gruber bringt schließlich die Wahrheit ans Licht: Cordell ist gar nicht getötet, sondern lediglich schwer verletzt worden und hat einen irreparablen Gehirnschaden erlitten.
Um seine Unschuld zu beweisen, muss Jack nun die Festnahme des Killers selbst in die Hand nehmen. Die Verfolgung Cordells endet im Hafenbecken der Stadt – der Maniac Cop ertrinkt allem Anschein nach, als er mit einem geklauten Polizeitransporter im trüben Wasser versinkt. Doch als wenig später das Fahrzeug geborgen wird, ist von dem Wahnsinnigen keine Spur zu finden.

## Kritik
Kabel 1 Filmlexikon: Brutaler, spannungslos inszenierter Thriller, der auf eine Reihe von Schockeffekten setzt und die Klischees von Horror- und Polizeifilm aneinanderreiht.

## Trivia
- Regisseur Sam Raimi hat einen Cameo-Auftritt als Reporter.
- Das Budget des Filmes lag bei 1,1 Millionen US-Dollar, in den USA spielte er an den Kinokassen 671.382 US-Dollar ein.
- Regisseur William Lustig inszenierte auch die beiden Fortsetzungen Maniac Cop 2 und  Maniac Cop 3: Badge of Silence.
- Der Film war bis Juni 2013 indiziert, dann erfolgte eine Listenstreichung. Die Neuprüfung der FSK ergab eine Freigabe ab 16 Jahren für die ungeschnittene Fassung.